# Білка (ботанічний заказник)
Бі́лка — ботанічний заказник місцевого значення в Україні. Розташований у межах Сторожинецького району Чернівецької області, неподалік від північної околиці села Панка. 
Площа 19,8 га. Статус присвоєно згідно з рішенням 2-ї сесії обласної ради XXII скликання від 16.12.1994 року. Перебуває у віданні ДП «СЛАП Сторожинецький ДСЛ» (Зруб-Комарівське лісництво л-во, кв. 17, вид. 1-5). 
Статус присвоєно для збереження ділянка лугової флори у водоохоронній зоні річки Білка. Зростає понад 20 видів рослин, занесених до Червоної книги України, серед яких: рябчик великий, шафран Гейфеля, білоцвіт літній, підсніжник. На території заказника зростає два невеликі лісові масиви (переважно дуб).